# Donrowyn Namdag
Donrowyn Namdag (mongolisch Донровын Намдаг; * 1911; † 10. März 1984) war ein mongolischer Schriftsteller.

## Leben
Geboren in einer Familie armer Viehhüter erlernte Namdag als Junge die mongolische Schrift und wurde 1925 an der ersten Mittelschule in Ulan Bator aufgenommen. Im Jahr darauf gehörte er zu den über vierzig jungen Mongolen, die eine Ausbildung in Deutschland (einige auch in Paris) aufnehmen konnten. Namdag war bis zum Frühjahr 1930 einer von zehn Schülern, die an der Freien Schulgemeinde Wickersdorf in Thüringen lernten, die als eine der besten Reformschulen der Weimarer Republik galt. Dort wurde auch besonderer Wert auf die musische Erziehung gelegt – so leitete der später bekannte Verleger Peter Suhrkamp die Theatergruppe. Es liegt nahe, dass hier der Keim gelegt wurde für Namdags lebenslange Liebe und enge Verbundenheit zum Theater.
1931 wurde in Ulan Bator das Staatstheater gegründet, an dem Namdag von Anbeginn und viele Jahre seines Lebens beschäftigt war. Doch bereits 1932 wurde er als Mitglied der „staatsfeindlichen Natsagdordsch-Gruppe“ verhaftet und erst 1934 freigelassen. Am Theater arbeitete er als Schauspieler, Dramaturg und Regisseur, so inszenierte er Stücke von Sonombaldschiryn Bujannemech (1902–37) und Daschdordschiin Natsagdordsch, mit dem er auch das satirische Stück „Ich war´s nicht“ (1934) schrieb. Weitere Bühnenwerke folgten, so „Das Wolfsrudel“ (1939) und „Die drei Scharaigol-Khane“ (1941), das auf einer Episode des den Mongolen gut vertrauten „Geser“-Epos, dem Gesang vom erfolgreichen Kampf des Titelhelden gegen die feindlichen Khane, beruht. Das Stück gehörte lange zum ständigen Repertoire der mongolischen Theater, obwohl Namdag 1941 aufgrund absurder Beschuldigungen erneut verhaftet wurde und bis 1946 eingesperrt war.
Nach seiner Freilassung schrieb Namdag weitere Theaterstücke, auch – mit anderen Autoren – für das Kinder- und Jugendtheater. Erst 1958, in einer Zeit ideologischen „Tauwetters“, wurde er vollständig rehabilitiert. Seit 1959 arbeitete der Autor beim Schriftstellerverband, wo er sich besondere Verdienste um die Förderung des literarischen Nachwuchses erwarb, und auch wieder am Staatsschauspiel.

## Werk
Heute gilt Namdag, der noch als über 50-Jähriger (bis 1964) das Gorki-Literaturinstitut in Moskau besuchte, als wohl bedeutendster mongolischer Dramatiker. Seit den 1960er Jahren schrieb er zahlreiche Theaterstücke, die meist ethische Fragen aufwerfen und sich durch vertiefte psychologische Analyse der Figuren und überzeugende Konfliktgestaltung auszeichnen. Sie trugen wesentlich dazu bei, eine oftmals didaktisch-agitatorische Tendenz der bisherigen mongolischen Dramatik zu überwinden. Genannt seien u. a. „Im neuen Haus“ (1965), „Vor der Entscheidung“, „Der Zusammenstoß“ und „Die Lektion des Professors“ (1975). Neben etwa dreißig Theaterstücken schrieb Namdag Opernlibretti, Film-Erzählungen und Gedichte.
Bedeutung erlangte der Autor auch als Erzähler. 1960 erschienen sein Erzählungsband „Das teure Bild“ und der Roman „Unruhige Zeiten“, der künstlerisch überzeugend Schicksale von Vertretern unterschiedlicher sozialer Schichten vor dem Hintergrund der sich entfaltenden Revolution von 1921 gestaltet und zu den erfolgreichsten mongolischen Romanen gehört. Von seinen Erzählungen sind „In Erwartung eines Toten“ (1962, dt. 1976) und „Der zweifache Tod eines Lebewesens“ (1983) besonders hervorzuheben. In ihnen gelingt Namdag eine bei älteren mongolischen Autoren eher selten anzutreffende psychologisch überzeugende, sensible Charakterdarstellung.
Namdag zählt neben Natsagdordsch, Tsendiin Damdinsüren und Bjambyn Rintschen zu den weiterwirkenden Identifikationsgestalten der künstlerischen Intelligenz der Mongolei.

## Übersetzung
- in: Erkundungen. 20 mongolische Erzählungen,  (Ost-)Berlin 1976.